# كونار عقدي
كونار عقدي (الاسم العلمي: Connarus nodosus) هو نوع من النباتات يتبع جنس الكونار من الفصيلة الكونارية.